# Phong Nha-Kẻ Bàng
Der Nationalpark Phong Nha-Kẻ Bàng (PNKB, vietnamesisch Vườn quốc gia Phong Nha-Kẻ Bàng) liegt als Teil der Distrikte Bố Trạch und Minh Hoa in der Provinz Quảng Bình des nördlichen Zentral-Vietnam, etwa 500 Kilometer südlich der vietnamesischen Hauptstadt Hanoi, dort, wo das Land eine schmale Brücke zwischen dem Südchinesischen Meer und Laos bildet. Er erstreckt sich über eine Fläche von rund 86.000 Hektar und liegt direkt an der Grenze zu Laos.

## Geologie

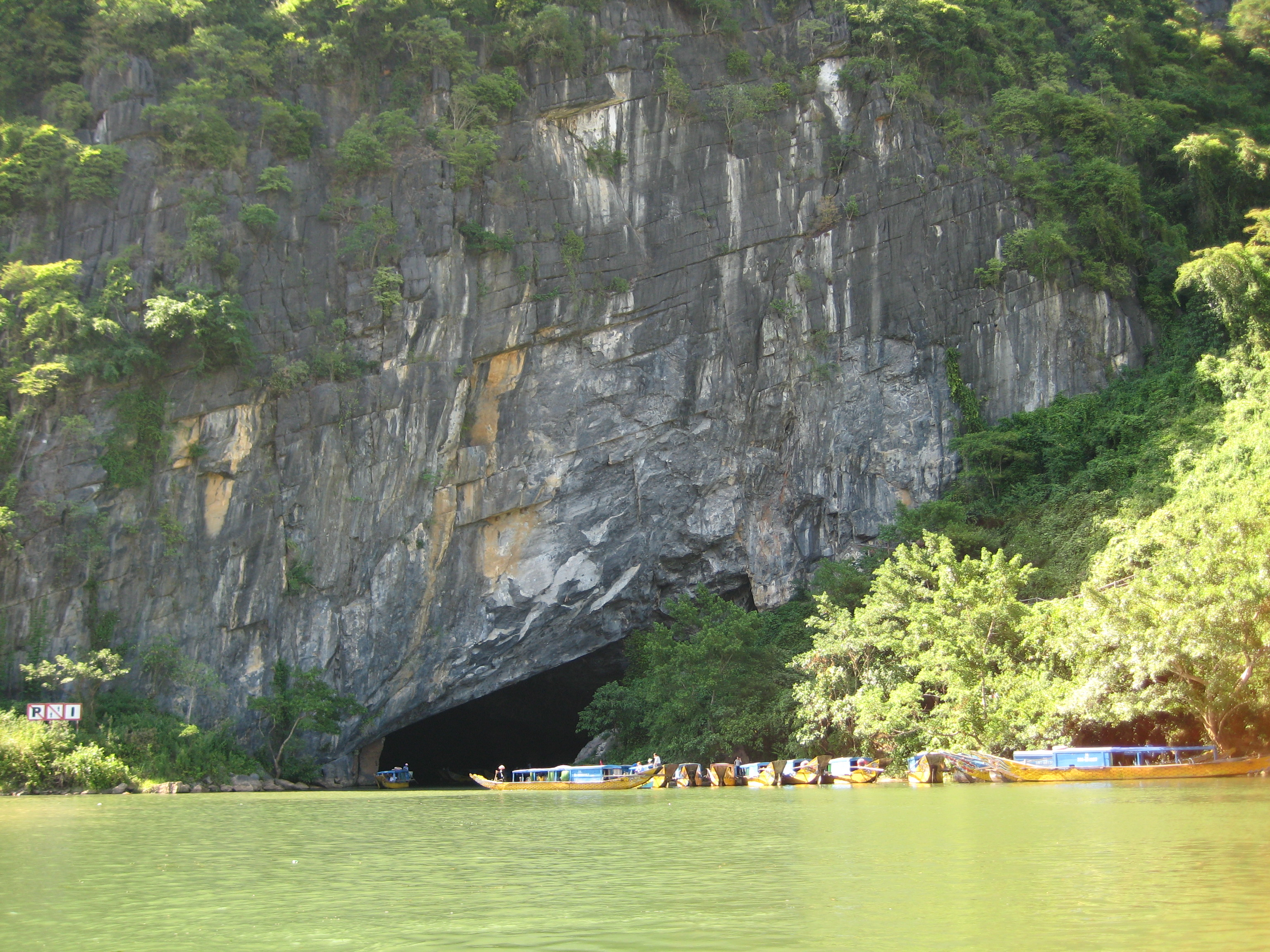
Grotte

Die Karstformation des Nationalparks Phong Nha-Ke Bang hat sich seit dem Paläozoikum (vor etwa 400 Millionen Jahren) entwickelt und ist die älteste bedeutende Karstregion in Asien. Infolge tektonischer Prozesse ist die Karstlandschaft des Parks spezifisch zusammengesetzt und zeigt zahlreiche und sehr bemerkenswerte geomorphologische Eigenschaften. Das weite Gebiet zeigt eindrucksvolle Erscheinungen, darunter zahlreiche Grotten wie die Én-Höhle und unterirdische Flüsse auf über 65 Kilometer Länge.

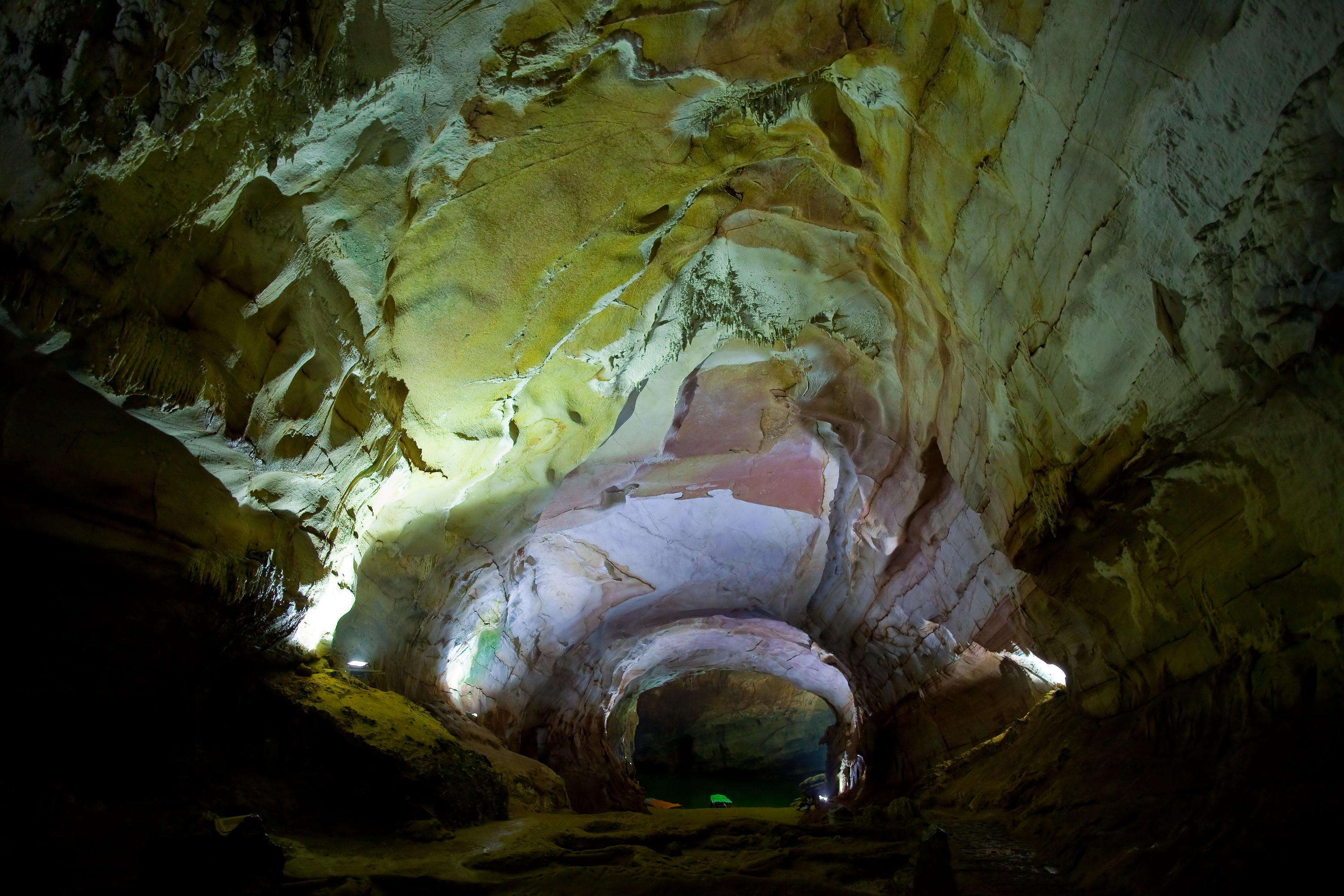
Kalksteinhöhle im Nationalpark

Im April 2009 entdeckten britische Forscher in diesem Nationalpark zwanzig neue Höhlen mit einer Gesamtlänge von 56 Kilometern, darunter die nach ihren Angaben größte der Welt. Die Sơn-Đoòng-Höhle ist größer als die Deer Cave in Malaysia (im Gunung Mulu Nationalpark).

## UNESCO-Weltnaturerbe
Der Nationalpark wurde 2003 durch die UNESCO in die Liste der Weltnaturerbestätten Vietnams aufgenommen.
Er liegt 450 Kilometer südöstlich von Hanoi, 45 km nordwestlich von Dong Hoi und 300 km nordwestlich von Da Nang und bildet das Kernstück des letzten geschlossenen Waldgebiets in Zentralvietnam. Der Nationalpark liegt unmittelbar an der Grenze zu Laos und gehört zum Annamiten-Gebirgszug, der für seine bizarren Kalkfelsen und -höhlen sowie für seine ungeheure Artenvielfalt bekannt geworden ist.
Das Parkareal ist zusammen mit dem auf der laotischen Seite angrenzendem Hin Namno Biodiversitäts-Schutzgebiet eines der zwei größten Kalkstein-Gebiete in der Welt und umfasst mehrere hundert Höhlen, einschließlich langer Gänge mit Stalaktiten und Stalagmiten. Britische und vietnamesische Wissenschaftler haben zwanzig Kilometer davon erforscht. Es gibt viele unterirdische Flüsse und Wasserfälle.

## Flora und Fauna
Mit unter anderem 381 beschriebenen Wirbeltier-, darunter 59 Amphibienarten beherbergt Phong Nha-Ke Bang eine große Artenvielfalt.
Der Park gilt als ein floristisches Zentrum hoher biologischer Vielfalt in Indochina; hier gibt es mehr als 1320 beschriebene Pflanzenarten.
Allein 112 Säugetierarten leben im Park, darunter mindestens neun Affenarten wie Makaken, Languren und Gibbons.
Regelmäßig werden in den Annamiten neue Tierarten entdeckt. Dazu gehören unter anderem die Saola-Antilope, der Riesenmuntjak, das Annamitische Streifenkaninchen und der bedrohte Grauschenklige Kleideraffe.

### Flora

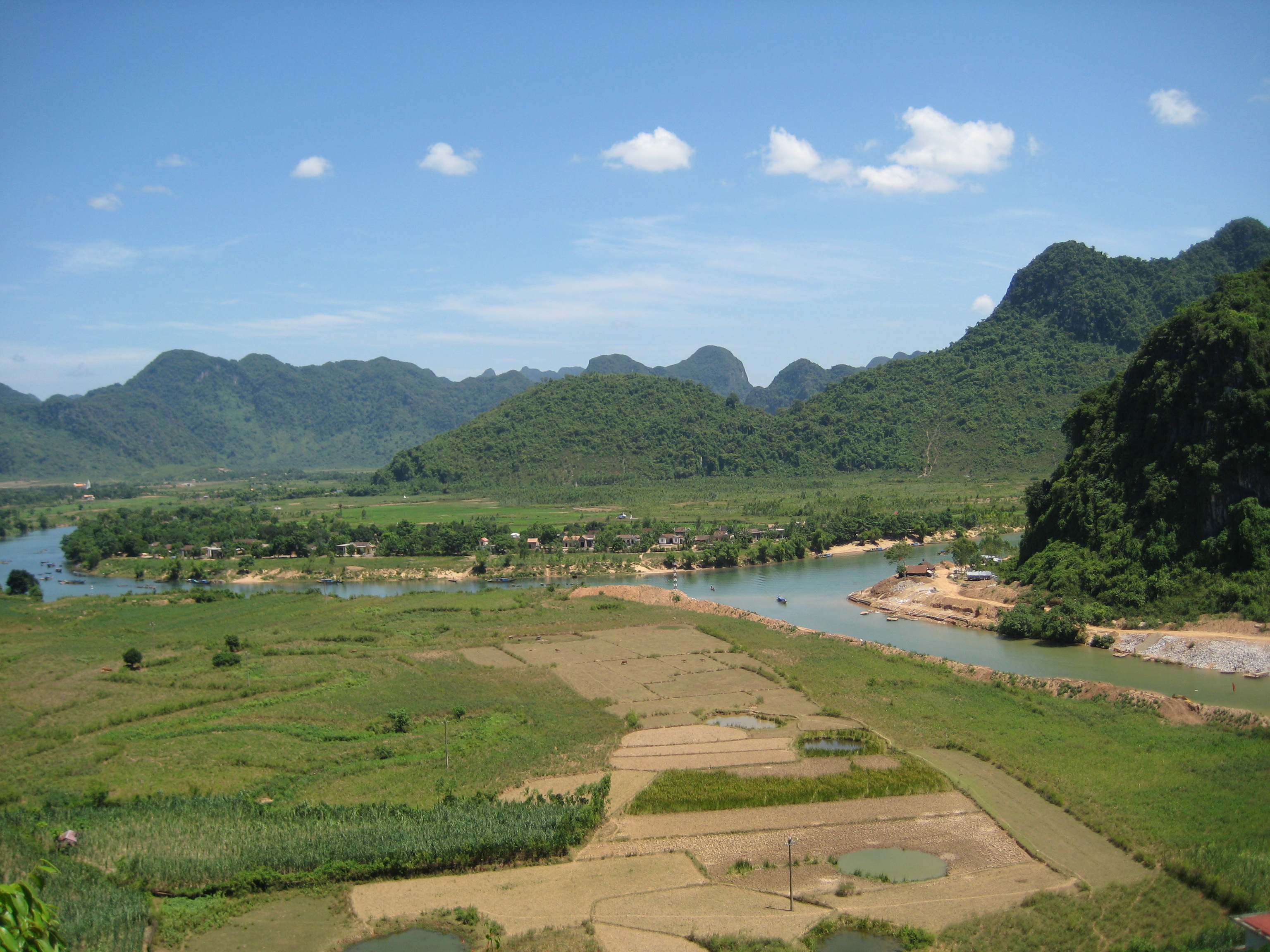

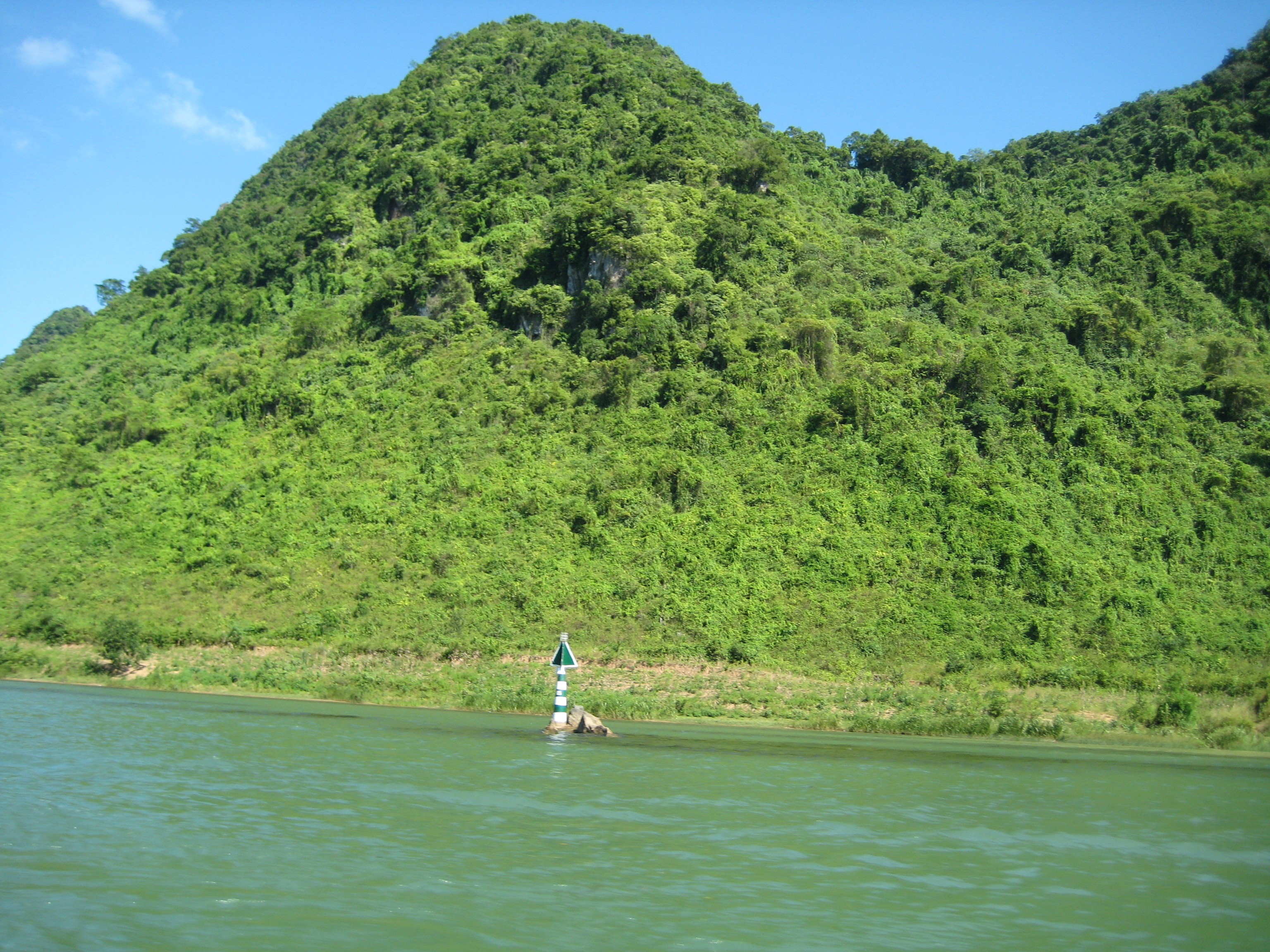

Die häufigsten Baumarten in diesem Park sind Hopea sp., Sumbaviopsis albicans, Garcinia fragraeoides, Burretionendron hsienmu, Chukrasia tabularis, Photinia aroboreum und Dysospyros saletti. In dem Park dominieren immergrüne Bäume, vor allem Dipterocarpus kerri, Anogeissus acuminate, Pometia pinnata und Lagerstroemia calyculata.
In dieser Parkanlage sind die beherrschenden Familien: Lauraceae, Fagaceae, Theaceae und Rosaceae, und Gymnospermen wie Podocarpus imbricatus, Podocarpus neriifolius und Nageia fleuryi.
Mindestens drei seltene Orchideenarten sind beschrieben, Paphiopedilum malipoense, Paphiopedilum dianthum, Paphiopedilum concolor.
Endemische Arten in diesem Nationalpark sind: Burretiodendron hsienmu, Cryptocarya lenticellata, Deutrizanthus tonkinensis, Eberhardtia tonkinensis, Heritiera macrophylla, Hopea sp., Illicium parviflorum, Litsea baviensis, Madhuca pasquieri, Michelia faveolata, Pelthophorum tonkinensis, Semecarpus annamensis, Sindora tonkinensis.

### Fauna

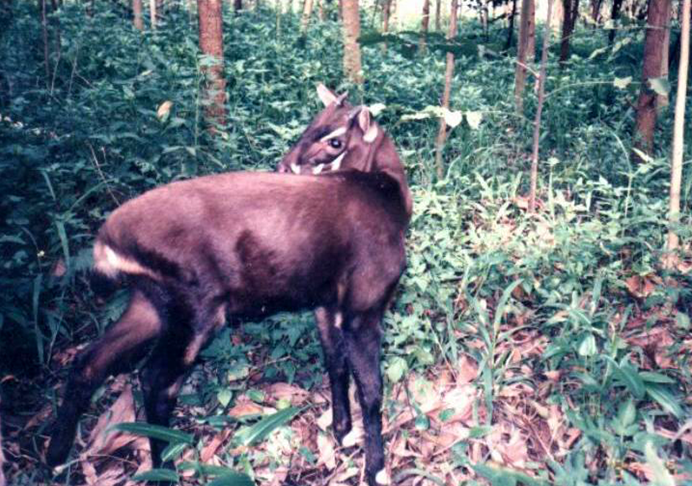
Saola

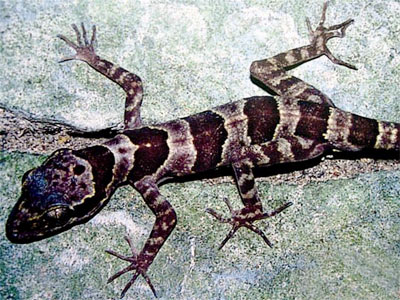
Endemischer Gecko (Cyrtodactylus phongnhakebangensis)

Das Gebiet ist etwa 800 km² groß. Das Projekt wurde 1999 vom Kölner Zoo gemeinsam mit der Nationaluniversität Hanoi gegründet. Der Kölner Zoo setzt sich dort für den Waldschutz ein und bildet Ranger aus. Die Erfassung der Artenvielfalt ist Grundlage des Artenschutzes. Zahlreiche Arten wurden in den letzten zehn Jahren entdeckt. Gemeinsam mit der Zoologischen Gesellschaft Frankfurt (Deutschland) wird ein Schongebiet für zehn Primatenarten, darunter den Hatinh-Langur und den Rotschenkligen Kleideraffen gefördert. Am 3. November 2005 erklärte sich Deutschland bereit, den Nationalpark mit 12,6 Millionen Euro zu unterstützen. Damit soll vor allem die Artenvielfalt des Gebietes bewahrt werden.
Mehrere Säugetierarten sind als gefährdet eingestuft, darunter der Südliche Serau und der Riesenmuntjak. Wahrscheinlich gefährdete Arten sind: Saola (Pseudoryx nghetinhensis), Asiatischer Schwarzbär und der Malaienbär. In diesem Gebiet leben außerdem das Malaiische Schuppentier (Manis javanica) und das Annamitische Streifenkaninchen (Nesolagus timminsii). Von den kleinen Säugetieren im Park sind 18 in der Roten Liste gefährdeter Arten Vietnams und 6 in der Roten Liste aufgeführt. Zehn Fledermausarten stehen auf der Roten Liste gefährdeter Arten.
72 Vogelarten leben im Park, die häufigsten Arten sind: Arborophila charltonii, der Halsbandspecht, der Austenhornvogel, Stachyris herberti und Jabouilleia danjoui.
2005 wurde von deutschen und vietnamesischen Wissenschaftlern eine neue, im Park endemische Gecko-Art (Cyrtodactylus phongnhakebangensis) entdeckt. Ein weiterer endemischer Gekko, Gekko scienciadventura, erhielt 2004 zu Ehren der ZDF-Sendung Abenteuer Wissen seinen wissenschaftlichen Namen. Schon 1999 entdeckte ein internationales Forscherteam die ebenfalls endemisch vorkommende Dreihorn-Grubenotter im Nationalpark.
72 Arten von Fischen sind beschrieben, von denen vier in der Roten Liste aufgelistet sind, darunter Chela quangbinhensis.

## Tourismus

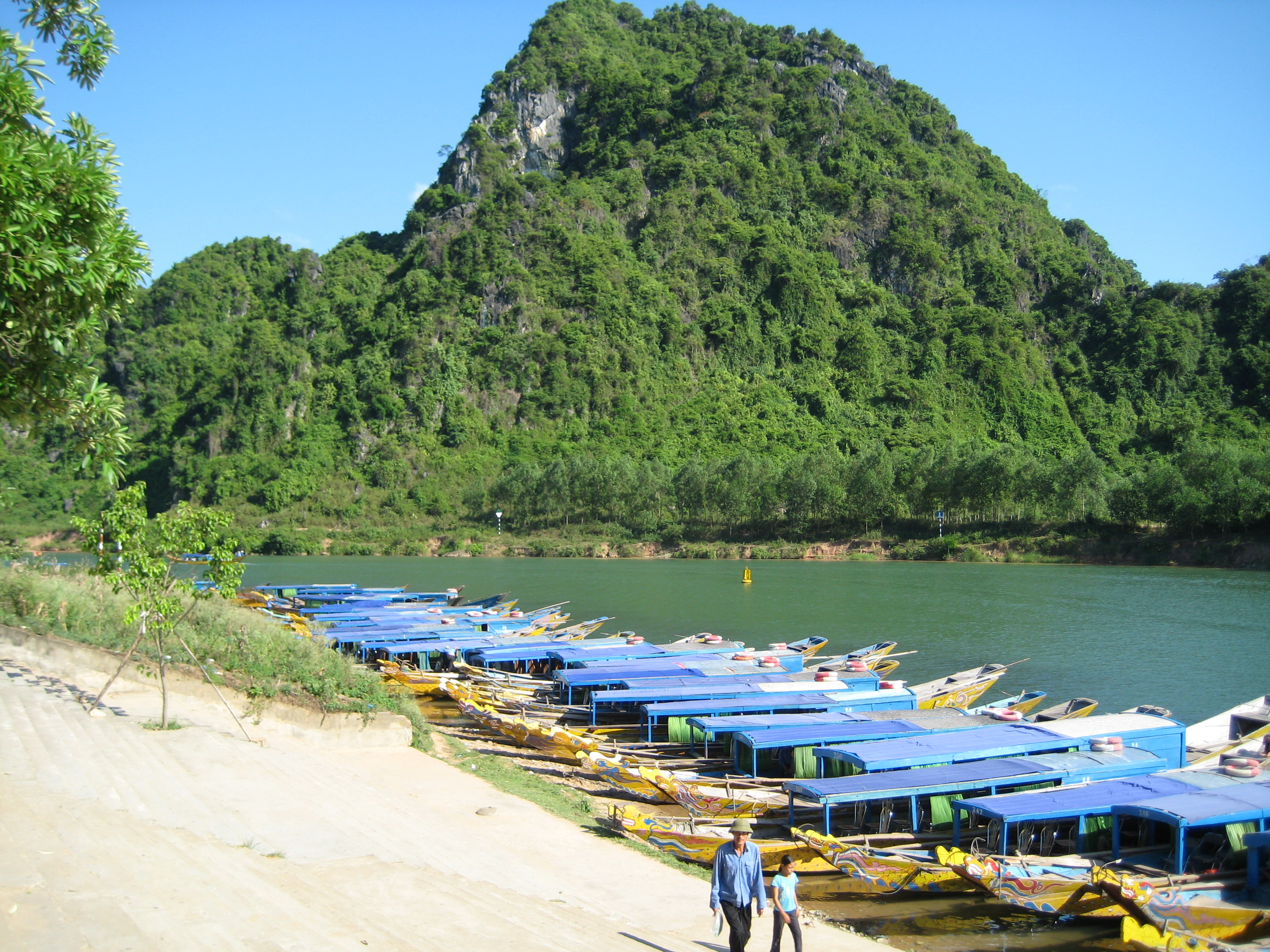
Bootsverleih an Touristen in Phong Nha-Ke Bang

Das Tourismusservice-Center befindet sich in der Gemeinde Son Trach, im Quang-Trach-Distrikt.
Der Park ist für Besucher per Zug (Strecke Saigon-Hanoi), Bus (nationale Straße 1A) oder Flugzeug (Flughafen Dong Hoi) erreichbar. Der Park befindet sich auf dem Ho-Chi-Minh-Pfad. Die Nord-Süd Bahn stoppt in Đồng Hới. Die Vietnam Airlines bedient den internationalen Flughafen Noi-Bai (Hanoi). Diese Fluggesellschaft wurde im Jahr 2009 mit dem internationalen Flughafen Tan-Son-Nhat (in Ho-Chi-Minh-Stadt) verbunden. Reiseleiter des Tourismus-Zentrums stehen in Englisch, Französisch und Chinesisch zur Verfügung.
Auch der Tourismussektor, der sich dynamisch, aber nicht umweltgerecht entwickelt, ist Bedrohung und Chance gleichermaßen für den Park. Derzeit kommen pro Jahr zirka 200.000 Touristen hauptsächlich aus dem Inland, die sich die berühmten Kalkhöhlen des Parks vom Boot aus anschauen. Die örtliche Bevölkerung hat daran Anteil etwa durch Bootsverleih sowie Hotel- und Gaststättengewerbe. Insbesondere das Parkmanagement und die Regulierungsbehörden sind gefordert, die touristische Infrastruktur bereitzustellen und zu unterhalten.

## Film
- Vietnams vermintes Paradies. Im Phong Nha-Ke Bang Nationalpark. Dokumentarfilm, Deutschland, 2009, 52:26 Min., Buch und Regie: Therese Engels, Produktion: MedienKontor FFP, GEO, arte, Reihe: 360° - Geo Reportage, Erstsendung: 9. Januar 2010 bei arte, Inhaltsangabe von GEO und ARD.